# Adolph Heinrich Wappäus
Adolph Heinrich Wappäus (* 17. August 1814 in Hamburg; † 16. November 1904 in Hamburg) war ein deutscher Kaufmann und Inhaber der Reederei A. H. Wappäus. Er war seinerzeit einer der Pioniere im deutsch-südamerikanischen Orinoco Handel.

Wappen der Reederei A.H. Wappäus

## Biografie
Wappäus, Sohn des Reeders Georg Heinrich Wappäus und der Anna Catharina Sophia geb. Jörst sowie Bruder des Geographen und Statistikers Johann Eduard Wappäus, ging als 18-Jähriger nach New York, wo er die nordamerikanische Partnerfirma von G.H. Wappäus namens Wappäus Ripke Ltd. gründete. Im Jahre 1837 verlor er sein ganzes Vermögen. Zwei Jahre später kam er nach Venezuela und arbeitete ebenfalls als Handelsgehilfe in Puerto Rico, wo er seine spätere Ehefrau Evelina Prudentia del Campo kennenlernte. In Ciudad Bolívar schloss er eine Partnerschaft mit der Firma Wuppermann & Co, was den Meilenstein für den Orinoco Handel legte. Dort wurde unter anderem am 20. Dezember 1853 seine erste Tochter, Anna Magdalena, geboren.
Im Jahre 1856 kehrte er nach Hamburg zurück und gründete ein Jahr später die Nachfolgefirma seines Vaters A.H. Wappäus mit Schwerpunkt auf Orinoco Handel in der Karibik sowie Venezuela. Es folgten drei weitere Kinder mit Ehefrau Evelina: Josefa Maria Wappäus (* 2. August 1860), der spätere Bibliothekar Johannes Eduard Wappäus (* 1. Januar 1864) sowie Louise Evelina Wappäus (* 10. Juni 1867).